# Karl Remy
Karl Remy (ur. 7 czerwca 1964) – maurytyjski piłkarz grający na pozycji pomocnika. W swojej karierze rozegrał 14 meczów w reprezentacji Mauritiusa.

## Kariera klubowa
W swojej karierze piłkarskiej Remy grał w klubie Sunrise Flacq United SC. Z nim między innymi wywalczył trzy tytuły mistrza Mauritiusa w sezonach 1994/1995, 1995/1996 i 1996/1997 oraz zdobył dwa Puchary Mauritiusa w latach 1993 i 1996.

## Kariera reprezentacyjna
W reprezentacji Mauritiusa Remy zadebiutował 9 sierpnia 1992 roku w zremisowanym 2:2 towarzyskim meczu z Lesotho. Od 1992 do 1996 wystąpił w kadrze narodowej 14 razy.